# M/S Janet
M/S Janet är en arbetsfärja, som ursprungligen byggdes 1943 av Hammarbyverken i Stockholm som färjan Ane till Kustartilleriet.
Marinen beställde under andra världskriget M/S Ane och tre andra färjor för artilleritransporter för Kustartilleriet, bland annat HMS Balder. Systerfärjan Balder lånades från 1947 ut till Statens Järnvägar som färjor mellan Kalmar och Färjestaden på Öland. På däcken kunde provisorisk räls byggas upp på träslipers för att frakta smalspåriga järnvägsvagnar från Ölands Järnvägar med spårvidden 891 millimeter och även normalspårsvagnar. Även Ane lånades och togs i drift 1950. De efterträddes 1957–1962 av den nybyggda tågfärjan M/S Bure.
Ane såldes 1992 till Rickard Andersson i Stockholm. Hon såldes vidare 2001 till Robert Claes Gustaf Eriksson och Sven Christian Evert Eriksson i Västerhaninge och 2004 till Esa Berntsson i Åbo och Bror-Erik Westerholm i Kirjala i Finland, varvid hon omdöptes till Janet.
År 2005 köptes hon av OY Skärgårdens Sjötransporter AB i Houtskär i Finland. Hon användes för tungtransporter i Åbolands skärgård.